# St. Martinus (Köln-Esch)

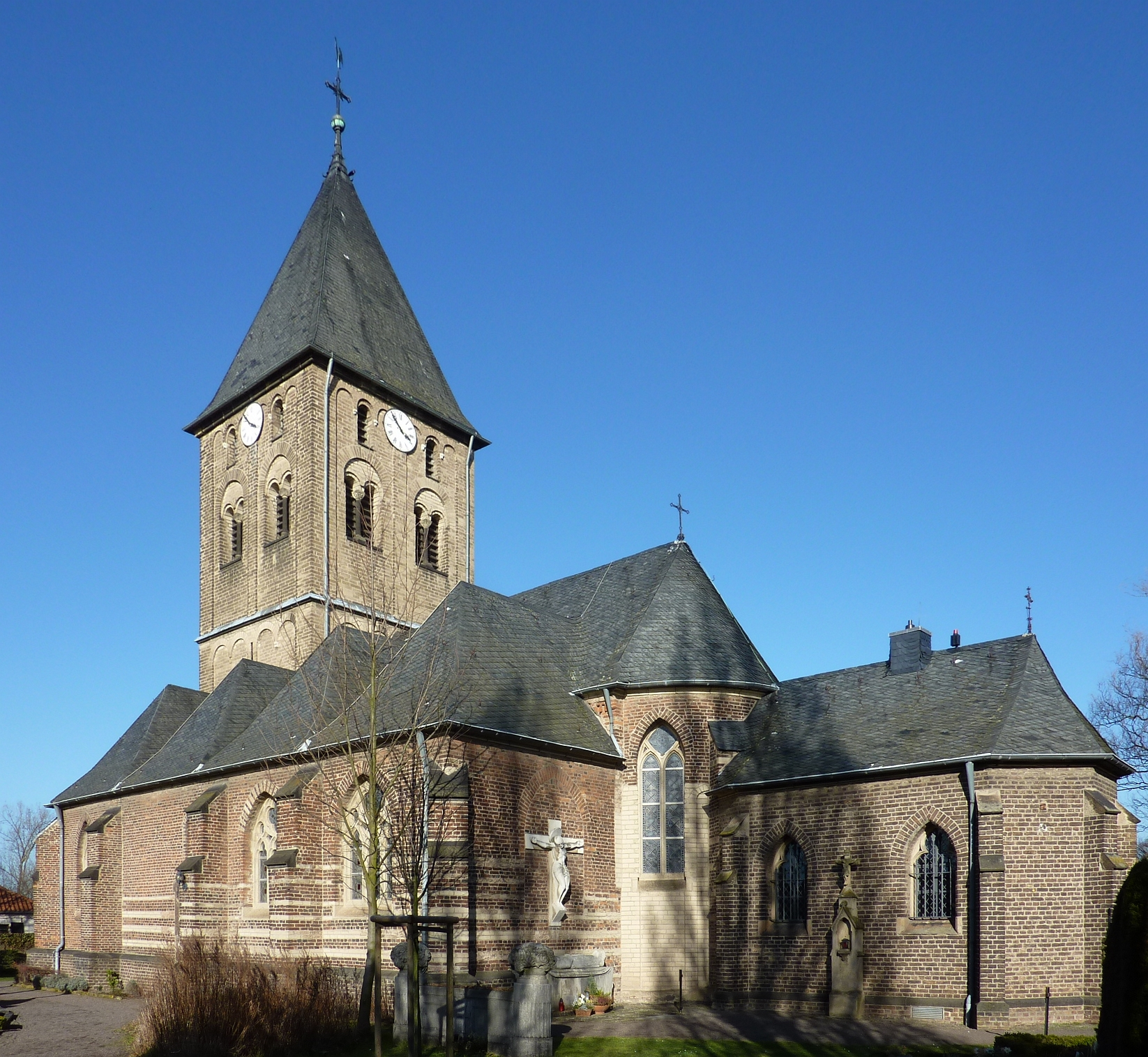
St. Martinus in Köln-Esch

St. Martinus ist die ehemalige römisch-katholische Pfarrkirche des Kölner Ortsteils   Esch. Sie gehört zum Seelsorgebereich Kreuz-Köln-Nord im Dekanat Köln des Erzbistums Köln.

## Geschichte

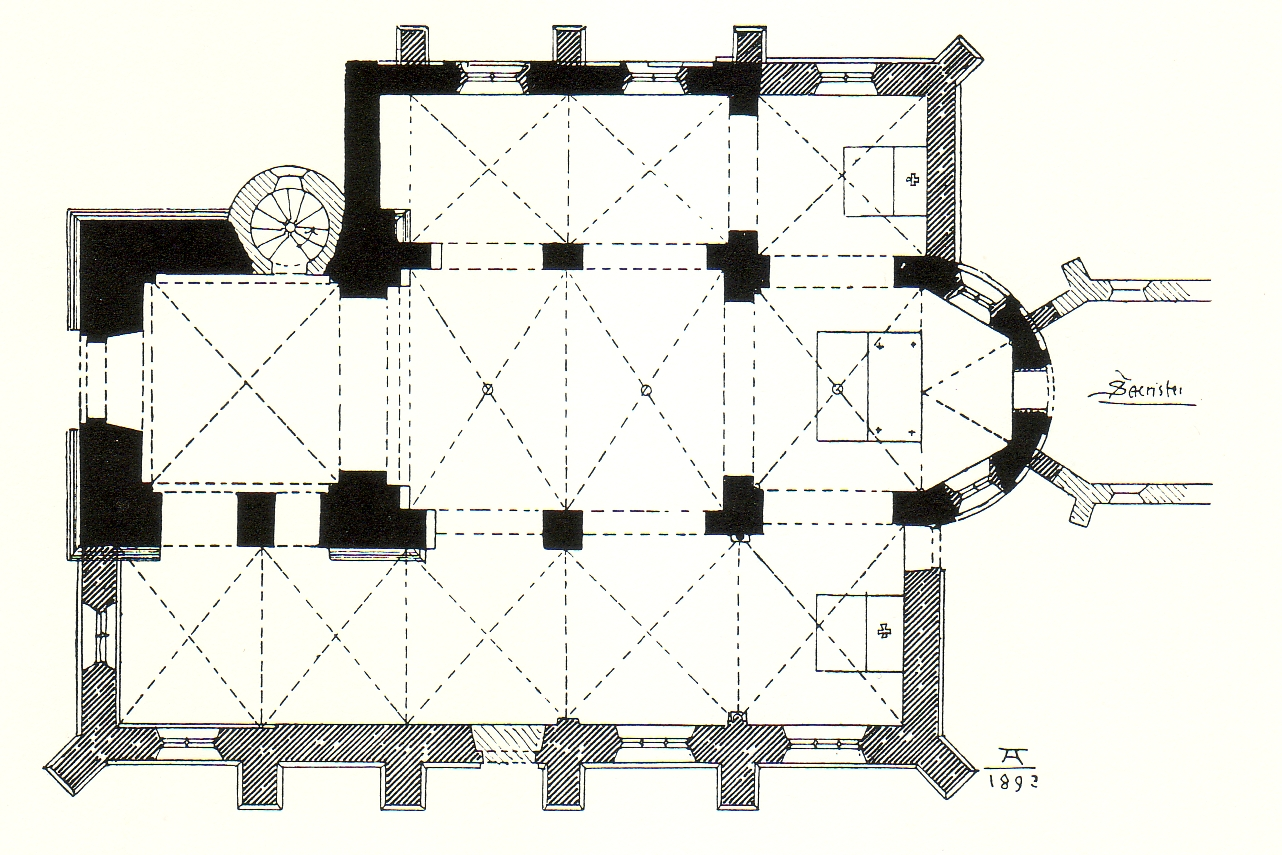
Grundriss 1893

Das Kapitel des Kölner Stifts St. Andreas erhielt durch Erzbischof Sigewin von Are den Zehnten des Kirchspiels Esch als Geschenk. Erzbischof Hermann III. von Hochstaden bestätigte diese Schenkung 1091. Die dem Andreasstift inkorporierte Pfarrkirche wurde um 1300 im liber valoris erwähnt. Bis zur Säkularisation verblieb das Kollationsrecht bei St. Andreas.
Die heutige Kirche ist im Kern noch der romanische zweischiffige Bau. Von den äußerlich sichtbaren Teilen haben sich von dieser Kirche der Turm, der Chor sowie wesentliche Teile des nördlichen Seitenschiffes erhalten. Die romanische Saalkirche wurde ursprünglich im 11. Jahrhundert errichtet, um 1200 erhöht und um das Seitenschiff erweitert und schließlich im 13. Jahrhundert der spätromanische Turm hinzugefügt. Im Jahr 1517 wurde in den Akten des Dekanates Neuss über eine Baufälligkeit dieser Kirche berichtet, woraufhin ein spätgotischer Um- und Erweiterungsbau in Angriff genommen wurde, in dessen Rahmen ein südliches Seitenschiff erbaut und eine hallenartige Wölbung des Inneren stattfand. In der Längsachse der Kirche wurde an den Chor später eine Sakristei angebaut.
Als neue Escher katholische Pfarrkirche wurde 1967 bis 1969 St. Mariä Namen errichtet.

## Glocken
Im Turm hängen drei Glocken. Die größte wurde 1766 von Franziskus Heintz aus Trier gegossen, die beiden anderen 1954/55 von Hans Hüesker bei Petit & Gebr. Edelbrock, Gescher. Das Läutemotiv ist „Te Deum“
| Nr. | Name     | Durchmesser | Gewicht | Schlagton | Inschrift |
| --- | -------- | ----------- | ------- | --------- | --- |
| I   | Martinus | 1200 mm     | 1050 kg | es’+2     | S. MARTINUS HEISCHE ICH • MIT ST. MARIA EIN STIMME ICH • GOTT ERHALTE UNS BEIM KLANG • DA MIT VERSORGEN DEN KIRCHEN GANG • AUF DAS NACH WAHREN CHRISTEN BRAUCH • DIE TOTEN KÖNNEN BELEUCHTEN AUCH • HEINRICH PRUNSFELDT EX. ERPP (?) PASTOR IN ESCH • DAS GOTT ZUR HÖCHSTER EHREN MICH DIE PFARR ESCH HAT LASSEN RENOVIEREN • ANNO 1766 |
| II  | Maria    | 790 mm      | 300 kg  | h’-4      | STA MARIA HEISSE ICH • DIE WELT ZUM FRIEDEN RUFE ICH • MARIANISCHES JAHR 1954 |
| III | Donatus  | 707 mm      | 200 kg  | cis″-4    | A FULGURE ET TEMPESTATE LIBERA NOS, SANCTE DONATE • “ME FECIT: ING. HANS HÜESKER“ (Von Blitz und Unwetter befreie uns, hl. Donatus. Mich goss: Ing. Hans Hüesker.) |